# Croton geraesensis
Espèce
Croton geraesensis est une espèce de plantes à fleurs du genre Croton et de la famille des Euphorbiaceae, présente au Brésil (Minas Gerais).
Il a pour synonyme :
- Cicca geraesensis, (Baill.) Kuntze
- Cieca geraesensis, (Baill.) Kuntze
- Julocroton geraesensis, Baill.